# Romanovy. Vencenosnaja sem'ja
Romanovy. Vencenosnaja sem'ja (Романовы. Венценосная семья) è un film del 2000 diretto da Gleb Anatol'evič Panfilov.

## Trama
Il film mostra gli ultimi anni della vita di Nicola II e della sua famiglia.